# Stazione di Baronissi
La stazione di Baronissi è una stazione ferroviaria posta lungo la linea Salerno–Mercato San Severino, a servizio dell'omonimo comune.

## Storia
La stazione venne attivata insieme alla linea Salerno–Mercato San Severino, sulla quale si trova, il 14 gennaio 1902.
Rimase attiva fino al 1967, quando la suddetta tratta chiuse per 23 anni, fino al settembre 1990. Lo scalo contava un fabbricato viaggiatori a due piani che, successivamente al terremoto dell'Irpinia del 1980, venne abbattuto nel 1985 e rimpiazzato da una struttura prefabbricata a piano singolo, del tutto similare a varie altre stazioni secondarie danneggiate dall'evento sismico. Anche il piccolo scalo merci venne dismesso durante gli anni '80, e rimpiazzato successivamente da un parcheggio.
Nei primi anni successivi alla riapertura, la stazione fu oggetti di svariati atti vandalici e furti di materiale ferroviario, come delle obliteratrici.
Il Comune di Baronissi, congiuntamente a Trenitalia, ha cercato di limitarli con varie iniziative. La sala d'attesa del prefabbricato, rimasta chiusa per anni, è stata data in gestione ad un circolo per anziani, e nel 2000 il piazzale davanti alla stazione è stato completamente riqualificato con la costruzione di una fontana artistica.

### Progetti futuri
Nell'ambito dei progetti di collegamento dell'università alla linea Salerno–Mercato San Severino,
una delle proposte riguarda una variante di tracciato che, provenendo da Salerno, devii dal tracciato attuale prima della stazione di Baronissi, entri in trincea e attraversi il campus con una o più fermate e raggiunga poi la stazione di Mercato San Severino dal lato nord, quello opposto all'attuale tracciato (evitando così l'inversione per dirigersi verso le stazioni di Codola e Nocera Inferiore).
Tale proposta prevede anche l'abbandono dell'attuale fabbricato viaggiatori e la dismissione del tratto ferroviario su cui opera, per procedere alla costruzione poco distante di una nuova stazione al futuro livello dei binari.
Dall'autunno del 2020 la stazione è interessata da lavori di elettrificazione sulla linea Salerno-Mercato San Severino, che verrà successivamente estesa a quella per Avellino e Benevento.

## Strutture e impianti
La stazione, situata presso il centro del paese e nei pressi della strada che lo collega alla frazione di Sava, è posta tra quella di Acquamela e quella di Fisciano. La stazione, che conta 2 binari per il servizio passeggeri, è maggiormente servita dalle automotrici ALn 668 e dalle automotrici ALn 663 anche se in recenti anni sono stati utilizzati anche alcuni treni Minuetto.

## Movimento
Il traffico ferroviario è modesto, ma tuttavia di rilevante importanza, vista la vicinanza alle sedi di Lancusi e Fisciano dell'Università degli studi di Salerno, a cui la stazione è collegata da un servizio di autobus. Stando all'orario 2008-2009 delle Ferrovie dello Stato, le partenze giornaliere dalla stazione sono 52, 26 in direzione della stazione di Salerno e 26 in direzione della stazione di Mercato San Severino. La prima partenza in direzione Salerno è alle 6:36, mentre l'ultima è alle 21:09. La prima partenza in direzione Mercato San Severino è alle 6:26, mentre l'ultima è alle 20:46.
Da Baronissi, oltre ai treni per Salerno e Mercato San Severino, vi sono corse dirette per Nocera Inferiore, Avellino, Benevento; e periodicamente verso Battipaglia, Eboli, Sarno, Cancello, Sicignano degli Alburni e Buccino.